# 山梨県の神社一覧
山梨県の神社一覧（やまなしけんのじんじゃいちらん）は、山梨県の神社で山梨県神社庁の包括下にある本務社と兼務社、ならびに新宗教を除く神道の神社を、市町村毎に神社系統毎の一覧形式でまとめたものである。

## 甲州市
- 粟塚神社（甲州市）
- 稲荷社（甲州市）
- 喜久理神社（甲州市）
- 玉諸神社（甲州市塩山竹森）
- 金井加里神社（甲州市）
- 金比羅神社（甲州市勝沼町）
- 駒形社（甲州市）
- 熊野神社（甲州市）
- 熊野大神社（甲州市）
- 古宮太神社（甲州市）
- 五所大神社（甲州市）
- 皇大神社（甲州市）
- 三島神社（甲州市大和町）
- 山王神社（甲州市）
- 山神社（甲州市）
- 若宮八幡社（甲州市）
- 若宮八幡大神社（甲州市）
- 十二社太神社（甲州市）
- 松田山神社（甲州市）
- 松尾神社（甲州市）
- 神部神社（甲州市）
- 神明社（甲州市塩山上小田原）
- 神明社（甲州市塩山上萩原）
- 諏訪神社（甲州市勝沼町）
- 諏訪神社（甲州市大和町）
- 諏訪大神社（甲州市）
- 菅田天神社（甲州市）
- 雀宮神社（甲州市）
- 浅間神社（甲州市）
- 船宮神社（甲州市）
- 大原山神社（甲州市）
- 大神社（甲州市塩山上萩原）
- 大石神社（甲州市塩山赤尾）
- 大石神社（甲州市勝沼町）
- 通神社（甲州市）
- 通太神社（甲州市）
- 天神社（甲州市塩山牛奥）
- 天神社（甲州市塩山西広門田）
- 天神社（甲州市勝沼町菱山）
- 天神社（甲州市勝沼町綿塚）
- 天神社（甲州市勝沼町勝沼1406）
- 天神社（甲州市勝沼町勝沼3199）
- 田上神社（甲州市）
- 日吉山王神社（甲州市）
- 柏原神社（甲州市）
- 白髭神社（甲州市）
- 八阪大神社（甲州市）
- 八天宮社（甲州市）
- 八幡社（甲州市）
- 鉢塚神社（甲州市）
- 飯縄神社（甲州市）
- 飛大神社（甲州市）
- 尾崎神社（甲州市）
- 氷川神社（甲州市勝沼町）
- 氷川神社（甲州市大和町）
- 伏木神社（甲州市）
- 鈴宮神社（甲州市）

## 甲斐市
- 伊勢神明社（甲斐市）
- 鎧塚稲荷神社（甲斐市）
- 笠屋神社（甲斐市）
- 金山神社（甲斐市大垈）
- 金山神社（甲斐市天狗沢）
- 金刀比羅社（甲斐市）
- 熊野神社（甲斐市）
- 三社神社（甲斐市）
- 山縣神社（甲斐市）
- 子神社（甲斐市）
- 若一王子社（甲斐市）
- 若宮八幡大神社（甲斐市）
- 春日神社（甲斐市）
- 松尾神社（甲斐市中下条）
- 松尾神社（甲斐市名取）
- 神明社（甲斐市）
- 神明神社（甲斐市下今井）
- 神明神社（甲斐市境）
- 神明神社（甲斐市団子新居587）
- 神明神社（甲斐市団子新居1722）
- 神明神社（甲斐市富竹新田）
- 神明神社（甲斐市竜王）
- 諏訪神社（甲斐市岩森）
- 諏訪神社（甲斐市牛句）
- 諏訪神社（甲斐市万才）
- 諏訪神社（甲斐市竜王新町）
- 諏訪神社（甲斐市竜地）
- 諏訪大神社（甲斐市）
- 船形神社（甲斐市亀沢）
- 船形神社（甲斐市志田）
- 長塚神社（甲斐市）
- 田畑稲荷神社（甲斐市）
- 八雲神社（甲斐市）
- 八幡神社（甲斐市岩森）
- 八幡神社（甲斐市篠原）
- 八幡神社（甲斐市菖蒲沢）
- 八幡神社（甲斐市島上条）
- 八幡諏訪神社（甲斐市）
- 八幡大神社（甲斐市）
- 武田社（甲斐市）

## 甲府市
- 愛宕神社（甲府市）
- 伊勢社（甲府市）
- 稲積神社（甲府市）
- 宇波刀神社（甲府市宮原町）
- 延寿稲荷社（甲府市）
- 王子神社（甲府市）
- 王法子神社（甲府市）
- 笠屋神社（甲府市）
- 笠森稲荷大神社（甲府市）
- 脚気石稲荷神社（甲府市）
- 玉諸神社（甲府市国玉町）
- 近戸神社（甲府市）
- 金櫻神社（甲府市御岳町）
- 金山神社（甲府市中央）
- 金生神社（甲府市）
- 金刀比羅神社（甲府市）
- 金峰神社（甲府市）
- 熊野神社（甲府市国母）
- 熊野神社（甲府市増坪町）
- 熊野神社（甲府市大里町）
- 熊野神社（甲府市中小河原）
- 熊野神社（甲府市朝気）
- 穴切大神社（甲府市宝）
- 原山神社（甲府市）
- 五社神社（甲府市右左口）
- 五社神社（甲府市上今井町）
- 一實神社（甲府市）
- 山梨縣護國神社（甲府市岩窪町）
- 御崎神社（甲府市）
- 広瀬神社（甲府市）
- 甲斐奈神社（甲府市）
- 甲府恵比寿神社（甲府市）
- 黒戸奈神社（甲府市黒平町）
- 佐久神社（甲府市）
- 祭宮社（甲府市）
- 細草神社（甲府市）
- 三社諏訪神社（甲府市）
- 三島神社（甲府市桜井町）
- 三島神社（甲府市里吉）
- 山八幡神社（甲府市）
- 柴宮神社（甲府市）
- 若宮八幡神社（甲府市）
- 酒折宮（甲府市酒折）
- 舟形神社（甲府市）
- 住吉神社（甲府市高畑）
- 住吉神社（甲府市住吉）
- 神明社（甲府市中央）
- 神明社（甲府市塚原町）
- 神明神社（甲府市塩部）
- 神明神社（甲府市上阿原町）
- 神明神社（甲府市西高橋）
- 神明神社（甲府市蓬沢町）
- 諏訪熊野神社（甲府市）
- 諏訪神社（甲府市下帯那町）
- 諏訪神社（甲府市古関町）
- 諏訪神社（甲府市荒川町）
- 諏訪神社（甲府市小松町）
- 諏訪神社（甲府市上帯那町）
- 諏訪神社（甲府市中畑）
- 諏訪神社（甲府市和田町）
- 菅原天神社（甲府市）
- 浅間神社（甲府市）
- 船形神社（甲府市）
- 大宮神社（甲府市羽黒町）
- 大宮神社（甲府市山宮町）
- 大宮神社（甲府市池田）
- 大山祇神社（甲府市）
- 大神宮（甲府市）
- 大神社（甲府市美咲）
- 梯神社（甲府市）
- 天神社（甲府市七沢町）
- 天神社（甲府市上石田）
- 天神社（甲府市美咲）
- 天津司神社（甲府市）
- 天満宮（甲府市）
- 湯谷神社（甲府市）
- 藤建神社（甲府市）
- 南宮神社（甲府市）
- 二宮神社（甲府市）
- 日吉神社（甲府市住吉）
- 日吉神社（甲府市上積翠寺町）
- 日枝大神社（甲府市）
- 白山神社（甲府市下積翠寺町）
- 白山神社（甲府市心経寺）
- 八雲神社（甲府市元紺屋町）
- 八雲神社（甲府市猪狩町）
- 八坂神社（甲府市）
- 八幡社（甲府市）
- 八幡神社（甲府市右左口）
- 八幡神社（甲府市横根町）
- 八幡神社（甲府市下飯田）
- 八幡神社（甲府市宮前町）
- 八幡神社（甲府市古府中町）
- 八幡神社（甲府市貢川）
- 八幡神社（甲府市国母）
- 八幡神社（甲府市新田町）
- 八幡神社（甲府市西下条町）
- 八幡神社（甲府市千塚）
- 八幡神社（甲府市飯田）
- 八幡神社（甲府市富竹町）
- 表門神社（甲府市）
- 武田神社（甲府市）
- 福歳大神社（甲府市）
- 文珠稲荷神社（甲府市）
- 文珠神社（甲府市）
- 片山稲荷神社（甲府市）
- 鈴宮諏訪神社（甲府市）

## 山中湖村
- 諏訪神社（山中湖村）
- 石割神社（山中湖村）
- 浅間神社（山中湖村）
- 天神社（山中湖村平野1877）
- 天神社（山中湖村平野2436）

## 山梨市
- 稲荷社（山梨市）
- 稲荷神社（山梨市）
- 霞森神社（山梨市）
- 亀甲神社（山梨市）
- 橋立大神社（山梨市）
- 金桜神社（山梨市歌田）
- 金桜神社（山梨市牧丘町）
- 建岡神社（山梨市）
- 黒戸奈神社（山梨市牧丘町）
- 山王神社（山梨市）
- 山神社（山梨市水口）
- 山神社（山梨市切差）
- 山梨岡神社（山梨市）
- 子之神社（山梨市）
- 七日子神社（山梨市）
- 若宮八幡宮（山梨市）
- 若宮八幡社（山梨市）
- 若宮八幡神社（山梨市牧丘町西保中418）
- 若宮八幡神社（山梨市牧丘町西保下4018）
- 若松神社（山梨市）
- 出雲神社（山梨市）
- 春日神社（山梨市）
- 少宮神社（山梨市）
- 神部神社（山梨市）
- 神明社（山梨市）
- 神明神社（山梨市牧丘町牧平）
- 神明神社（山梨市牧丘町北原）
- 神明神社（山梨市牧丘町窪平）
- 諏訪神社（山梨市三ヶ所）
- 諏訪神社（山梨市牧丘町）
- 諏訪神社（山梨市三富徳和）
- 那賀都神社（山梨市三富上釜口）
- 菅神社（山梨市）
- 西山天神社（山梨市）
- 石尊社（山梨市）
- 走湯神社（山梨市）
- 大井俣窪八幡神社（山梨市）
- 大井俣神社（山梨市）
- 大宮五所大神（山梨市）
- 大神社（山梨市）
- 大石神社（山梨市）
- 大木神社（山梨市）
- 大嶽山那賀都神社（山梨市）
- 中牧神社（山梨市）
- 朝日稲荷神社（山梨市）
- 通大神社（山梨市）
- 天神社（山梨市下栗原1314）
- 天神社（山梨市下栗原1453）
- 天神社（山梨市下神内川）
- 天神社（山梨市三ケ所）
- 天神社（山梨市大工）
- 唐土神社（山梨市正徳寺）
- 唐土神社（山梨市牧丘町）
- 日吉山王神社（山梨市）
- 白山神社（山梨市）
- 白幡神社（山梨市）
- 八王子神社（山梨市）
- 八幡神社（山梨市）
- 八幡大神社（山梨市）
- 飛尾大神社（山梨市）
- 福之宮神社（山梨市）
- 法喩庵天神社（山梨市）
- 木宮神社（山梨市）
- 誉田別神社（山梨市）
- 立石神社（山梨市）

## 市川三郷町
- 一宮浅間神社
- 花開神社
- 弓削神社
- 金比羅神社
- 熊野神社
- 御崎大神社 (市川三郷町)
- 御嵜神社
- 山ノ神社
- 若宮八幡社 (市川三郷町)
- 神明社
- 神明浅間神社
- 諏訪神社
- 須佐之男社
- 正木稲荷社
- 聖社
- 斉宮神社
- 浅間社
- 巣鷹神社
- 天王明王天神社
- 天神社 (市川三郷町八之尻)
- 天神社 (市川三郷町黒沢)
- 天神社 (市川三郷町八之尻)
- 八処女神明宮
- 八幡神社 (市川三郷町2663)
- 八幡神社 (市川三郷町山家6650)
- 八幡神社 (市川三郷町山家8391)
- 比叡神社
- 摩利支天社
- 稲荷大神社
- 熊野神社 (市川三郷町)
- 蹴裂神社 (市川三郷町下芦川)
- 蹴裂神社 (市川三郷町上野)
- 小御崎神社
- 諏訪神社 (市川三郷町中山)
- 諏訪神社 (市川三郷町畑熊)
- 諏訪神社 (市川三郷町垈)
- 諏訪大神社
- 天神社 (市川三郷町高萩)
- 八王子神社
- 八坂神社
- 表門神社
- 愛鷹神社
- 伊勢神明宮
- 伊勢神明宮諏訪神社
- 金比羅神社
- 春日大神社
- 城山神社
- 神明社
- 神明社
- 神明社天神社山神社
- 浅間神社
- 津島天王社
- 天神社 (市川三郷町落居69)
- 天神社 (市川三郷町落居5088)
- 白髭神社
- 魔王天神社

## 小菅村
- 熊野神社（小菅村2389）
- 熊野神社（小菅村5103）
- 御鷹神社（小菅村）
- 御嶽神社（小菅村2339）
- 御嶽神社（小菅村3165）
- 作宮神社（小菅村）
- 山沢神社（小菅村）
- 小森神社（小菅村）
- 箭弓神社（小菅村）
- 八幡神社（小菅村）

## 昭和町
- 義清神社（昭和町）
- 熊野神社（昭和町河東中島）
- 熊野神社（昭和町上河東）
- 熊野神社（昭和町飯喰）
- 御崎大神社（昭和町）
- 若宮八幡神社（昭和町）
- 諏訪神社（昭和町）
- 諏訪大神社（昭和町）
- 天白神社（昭和町）
- 八幡大神社（昭和町）

## 上野原市
- 愛宕神社（上野原市）
- 一宮神社（上野原市）
- 稲荷社（上野原市）
- 稲荷神社（上野原市西原）
- 稲荷神社（上野原市大野）
- 王勢籠神社（上野原市和見）
- 牛倉神社（上野原市）
- 近社神社（上野原市）
- 金山神社（上野原市秋山2503）
- 金山神社（上野原市秋山4519）
- 金比羅神社（上野原市）
- 熊野神社（上野原市秋山867）
- 熊野神社（上野原市秋山11840）
- 軍刀利神社（上野原市）
- 犬島神社（上野原市）
- 犬嶋社（上野原市）
- 犬嶋神社（上野原市）
- 虎丸神社（上野原市）
- 鼓楽神社（上野原市）
- 吾妻神社（上野原市）
- 御崎神社（上野原市）
- 御嶽社（上野原市）
- 御嶽神社（上野原市西原5122）
- 御嶽神社（上野原市西原6741）
- 御嶽神社（上野原市大曽根）
- 御嶽神社（上野原市大野295）
- 御嶽神社（上野原市大野2574）
- 御嶽神社（上野原市棡原）
- 広国神社（上野原市）
- 紅海神社（上野原市）
- 高根神社（上野原市）
- 佐田神社（上野原市）
- 山王社（上野原市）
- 山王神社（上野原市）
- 山住神社（上野原市）
- 山神社（上野原市秋山）
- 山神社（上野原市大曽根）
- 山梨神社（上野原市上野原2909）
- 山梨神社（上野原市上野原4361）
- 子之神社（上野原市）
- 児屋根神社（上野原市）
- 秋葉社（上野原市）
- 照峰社（上野原市）
- 神明社（上野原市桑久保）
- 神明社（上野原市松留）
- 神明社（上野原市新田186）
- 神明社（上野原市新田1183）
- 神明社（上野原市鶴島）
- 神明神社（上野原市）
- 神野五社神社（上野原市）
- 諏訪神社（上野原市秋山）
- 諏訪神社（上野原市上野原）
- 諏訪神社（上野原市大野）
- 浅間神社（上野原市）
- 浅間八幡神社（上野原市）
- 惣祖神社（上野原市）
- 大沢神社（上野原市）
- 大島神社（上野原市）
- 丹勢神社（上野原市）
- 鶴川神社（上野原市）
- 天神社（上野原市秋山）
- 天神社（上野原市西原）
- 天満社（上野原市）
- 二宮神社（上野原市）
- 日寄神社（上野原市）
- 日月神社（上野原市川合）
- 日月神社（上野原市大椚）
- 日光社（上野原市）
- 白山神社（上野原市）
- 白山八幡神社（上野原市）
- 八幡神社（上野原市桑久保）
- 八幡神社（上野原市上野原）
- 八幡神社（上野原市西原）
- 八幡神社（上野原市八ッ沢）
- 八幡神社（上野原市野田尻）
- 八幡神社（上野原市棡原）
- 尾続神社（上野原市）
- 武甕槌神社（上野原市）
- 明神社（上野原市上野原）
- 明神社（上野原市新井）
- 鷲神社（上野原市棡原2892）
- 鷲神社（上野原市棡原7379）

## 富士川町
- 稲荷神社（富士川町）
- 稲荷神社（富士川町大久保）
- 稲荷神社（富士川町小林）
- 鹿島神社（富士川町）
- 十五所神社（富士川町）
- 神明社（富士川町鰍沢）
- 神明社（富士川町鳥屋）
- 神明社（富士川町増穂）
- 諏訪神社（富士川町鰍沢）
- 諏訪神社（富士川町鳥屋）
- 諏訪神社（富士川町高下）
- 諏訪神社（富士川町青柳）
- 吹上天神社（富士川町）
- 浅間神社（富士川町）
- 天神社（富士川町鰍沢）
- 天神社（富士川町箱原）
- 天神社（富士川町高下）
- 天神社（富士川町小室4672）
- 天神社（富士川町小室2744）
- 天神社（富士川町平林）
- 天神社（富士川町長沢）
- 日吉山王神社（富士川町十谷）
- 八幡神社（富士川町）
- 八幡神社（富士川町小室）
- 八幡神社（富士川町小林）
- 八幡神社（富士川町長沢）
- 鈴鹿神社（富士川町鰍沢）
- 鈴鹿神社（富士川町十谷）
- 鈴鹿神社（富士川町柳川）
- 鈴鹿神社（富士川町高下）
- 熊野神社（富士川町小室）
- 熊野神社（富士川町舂米）
- 皇大神社（富士川町）
- 山神社（富士川町）
- 七尾神社（富士川町小室5087）
- 七尾神社（富士川町小室5504）
- 若宮八幡神社（富士川町）
- 春日神社（富士川町）
- 松尾神社（富士川町）
- 天神中条天滿宮（富士川町）
- 白山神社（富士川町）
- 飛川神社（富士川町）
- 氷室神社（富士川町）

## 身延町
- 阿夫利神社（身延町）
- 愛鷹神社（身延町岩欠）
- 愛鷹神社（身延町一色）
- 伊勢神明宮（身延町）
- 伊勢神明社（身延町上田原）
- 伊勢神明社（身延町宮木）
- 伊勢神明神社（身延町）
- 一宮賀茂神社（身延町）
- 稲荷社（身延町）
- 稲荷神社（身延町）
- 岩崎神社（身延町）
- 宮ノ花八幡神社（身延町）
- 境宮住吉神社（身延町）
- 金山神社（身延町宮木）
- 金山神社（身延町和田）
- 金比羅神社（身延町）
- 熊野神社（身延町）
- 熊野大神社（身延町下部）
- 熊野大神社（身延町一色）
- 熊野大神社（身延町和田）
- 熊野八王子神社（身延町）
- 熊野八幡神社（身延町）
- 御崎神社（身延町）
- 広田神社（身延町）
- 皇大神社（身延町）
- 坂八幡神社（身延町）
- 桜井神明社（身延町）
- 三宮飯縄神社（身延町）
- 山神社（身延町古関3397）
- 山神社（身延町古関3771）
- 山神社（身延町北川1081）
- 山神社（身延町北川3745）
- 山神社（身延町大子）
- 山神社（身延町下部）
- 山神社（身延町湯之奥）
- 山神社（身延町上之平）
- 山神社（身延町矢細工）
- 山神社（身延町樋の上）
- 山神社（身延町上八木沢）
- 四社大神社（身延町）
- 子安神社（身延町）
- 子神社（身延町中之倉）
- 子神社（身延町角打）
- 若宮八幡神社（身延町）
- 十五所神社（身延町）
- 十五所大神社（身延町）
- 十二天神社（身延町）
- 春日神社（身延町）
- 神明社（身延町切房木）
- 神明社（身延町西島）
- 神明神社（身延町丸滝）
- 神明神社（身延町清子）
- 諏訪社山神社（身延町）
- 諏訪神社（身延町古関）
- 諏訪神社（身延町大磯小磯）
- 諏訪神社（身延町水船）
- 諏訪神社（身延町嶺）
- 諏訪神社（身延町釜額）
- 諏訪神社（身延町根子518）
- 諏訪神社（身延町根子2664）
- 諏訪神社（身延町西島）
- 諏訪神社（身延町大塩）
- 諏訪神社（身延町梨子）
- 諏訪大神社（身延町）
- 諏訪八王子神社（身延町）
- 石尊神社（身延町）
- 赤石神社（身延町）
- 浅間神社（身延町水船）
- 浅間神社（身延町切房木）
- 浅間神社（身延町西島）
- 浅間神社（身延町宮木）
- 曽我神社（身延町）
- 太神社（身延町）
- 天王社（身延町常葉）
- 天王社（身延町西島）
- 天照大神社（身延町釜額）
- 天照大神社（身延町伊沼）
- 天神社（身延町岩欠）
- 天神社（身延町波高島）
- 天神社（身延町寺沢）
- 天神社（身延町夜子沢）
- 天神社（身延町飯富）
- 天神社（身延町西島）
- 天神社（身延町角打）
- 天神社（身延町上八木沢）
- 天神社赤山神社（身延町）
- 天満天神宮（身延町）
- 天満天神社（身延町）
- 二宮下加茂神社（身延町）
- 日光社（身延町）
- 白山神社（身延町）
- 八王子神社（身延町杉山）
- 八王子神社（身延町大炊平）
- 八王子神社（身延町道）
- 八王子神社（身延町粟倉1269）
- 八王子神社（身延町粟倉909）
- 八王子神社（身延町粟倉1981）
- 八幡神社（身延町市之瀬）
- 八幡神社（身延町北川）
- 八幡神社（身延町杉山）
- 八幡神社（身延町椚尾）
- 八幡神社（身延町一色）
- 八幡神社（身延町久成）
- 八幡神社（身延町日向南沢611）
- 八幡神社（身延町日向南沢5671）
- 八幡神社（身延町飯富）
- 八幡神社（身延町久成3224）
- 八幡神社（身延町久成4862）
- 八幡神社（身延町大塩）
- 八幡神社（身延町中山）
- 八幡神社（身延町古長谷）
- 八幡神社（身延町八日市場）
- 八幡神社（身延町手打沢）
- 八幡神社（身延町下田原）
- 八幡神社（身延町大城）
- 八幡神社（身延町相又）
- 八幡神社（身延町梅平）
- 八幡神社（身延町粟倉）
- 八幡神社（身延町下山）
- 八幡神社（身延町光子沢）
- 八幡神社（身延町小田船原1348）
- 八幡神社（身延町小田船原1533）
- 八幡大神社（身延町大島）
- 八幡大神社（身延町帯金）
- 蛭子神社（身延町）
- 福原神社（身延町）
- 北野天神社（身延町）

## 西桂町
- 山祇神社（西桂町）
- 諏訪八幡神社（西桂町）
- 浅間神社（西桂町）
- 浅間諏訪神社（西桂町）
- 白山神社（西桂町）
- 厄神社（西桂町）

## 早川町
- 遠渡神社（早川町）
- 岩屋神社（早川町）
- 岩殿神社（早川町）
- 金比羅社（早川町）
- 熊野神社（早川町）
- 熊野天神社（早川町）
- 国玉神社（早川町）
- 山王神社（早川町新倉）
- 山王神社（早川町大原野）
- 山王神社（早川町湯島）
- 山神社（早川町雨畑3414）
- 山神社（早川町雨畑3009）
- 山神社（早川町雨畑708）
- 山神社（早川町雨畑1350）
- 山神社（早川町早川）
- 子神社（早川町雨畑135）
- 子神社（早川町雨畑4040）
- 七社遠渡神社（早川町）
- 若宮八幡神社（早川町）
- 十二神社（早川町）
- 鍾馗神社（早川町）
- 清正神社（早川町）
- 大神社（早川町）
- 天神社（早川町草塩）
- 天神社（早川町大島）
- 奈良王神社（早川町）
- 八幡神社（早川町雨畑3253）
- 八幡神社（早川町雨畑277）
- 八幡神社（早川町小縄）
- 八幡神社（早川町薬袋2732）
- 八幡神社（早川町薬袋2043）
- 八幡神社（早川町早川）
- 八幡神社（早川町奈良田）
- 八幡神社（早川町千須和）
- 八幡神社（早川町大島）
- 八幡日吉神社（早川町）
- 六社神社（早川町）
- 鷲大神社（早川町）

## 大月市
- 一宮神社（大月市）
- 稲村神社（大月市笹子町黒野田）
- 稲村神社（大月市笹子町吉久保）
- 稲村神社（大月市大月町）
- 貴船神社（大月市）
- 宮沢神社（大月市）
- 金山神社（大月市）
- 御嶽神社（大月市猿橋町田中）
- 御嶽神社（大月市猿橋町小沢）
- 御嶽神社（大月市猿橋町猿橋）
- 御嶽神社（大月市七保町葛野）
- 御嶽神社（大月市七保町瀬戸）
- 御嶽神社（大月市賑岡町畑倉）
- 御嶽神社（大月市賑岡町強瀬）
- 御嶽神社（大月市富浜町）
- 高岩四所神社（大月市）
- 三嶋神社（大月市猿橋町）
- 三嶋神社（大月市駒橋）
- 三輪神社（大月市）
- 山ノ神社（大月市）
- 子神社（大月市笹子町）
- 子神社（大月市初狩町）
- 子神社（大月市賑岡町）
- 春日神社（大月市猿橋町）
- 春日神社（大月市七保町浅川）
- 春日神社（大月市七保町下和田）
- 春日神社（大月市七保町瀬戸）
- 春日神社（大月市七保町林）
- 春日神社（大月市七保町奈良子）
- 春日神社（大月市七保町駒宮）
- 春日神社（大月市賑岡町畑倉）
- 春日神社（大月市賑岡町奥山）
- 小松神社（大月市）
- 神田神社（大月市）
- 諏訪春日神社（大月市）
- 諏訪神社（大月市猿橋町）
- 諏訪神社（大月市大月町）
- 諏訪神社（大月市賑岡町）
- 諏訪神社（大月市富浜町鳥沢1299）
- 諏訪神社（大月市富浜町宮谷1114）
- 諏訪神社（大月市富浜町鳥沢3393）
- 諏訪神社（大月市富浜町鳥沢1824）
- 素盛鳴神社（大月市）
- 大神社（大月市）
- 天神社（大月市）
- 八幡神社（大月市猿橋町）
- 八幡神社（大月市初狩町）
- 八幡神社（大月市梁川町）
- 福寿神社（大月市）
- 福地八幡神社（大月市富浜町）
- 北野三社神社（大月市）
- 有倉神社（大月市）

## 丹波山村
- 加茂神社（丹波山村）
- 熊野神社（丹波山村）
- 子之神社（丹波山村）
- 舟井社（丹波山村）
- 春日神社（丹波山村）
- 川上神社（丹波山村）
- 大六天神社（丹波山村）

## 中央市
- 伊勢神社（中央市）
- 熊野神社（中央市下河東）
- 御崎神社（中央市上三条）
- 御崎神社（中央市大鳥居）
- 御崎大神社（中央市）
- 山ノ神神社（中央市）
- 山神社（中央市）
- 若宮八幡社（中央市井ノ口）
- 若宮八幡社（中央市下三条）
- 若宮八幡神社（中央市乙黒）
- 若宮八幡神社（中央市関原）
- 秋葉神社（中央市）
- 住吉神社（中央市）
- 諏訪神社（中央市一丁畑）
- 諏訪神社（中央市浅利）
- 諏訪神社（中央市大鳥居）
- 諏訪神社（中央市大田和）
- 諏訪神社（中央市中楯）
- 諏訪神社（中央市東花輪）
- 水神社（中央市）
- 浅間愛鷹神社（中央市）
- 大輿神社（中央市）
- 竹輪八幡神社（中央市）
- 天神社（中央市高部）
- 天神社（中央市山之神）
- 天神社（中央市町之田）
- 八王子大神社（中央市）
- 八幡神社（中央市山之神）
- 八幡神社（中央市成島）
- 八幡神社（中央市大鳥居）
- 八幡大神社（中央市）
- 八幡穂見神社（中央市）
- 鈴鹿大神社（中央市）

## 中富町
- 大山大神社天神社（中富町）
- 金刀比羅神社（中富町）

## 笛吹市
- 浅間神社（笛吹市）
- 稲荷神社（笛吹市御坂町尾山）
- 杵衝神社（笛吹市）
- 牛王神社（笛吹市八代町奈良原）
- 牛王神社（笛吹市八代町大間田）
- 牛飼神社（笛吹市）
- 金山神社（笛吹市一宮町千米寺）
- 金山神社（笛吹市一宮町金田）
- 金刀比羅神社（笛吹市）
- 熊野神社（笛吹市一宮町本都塚）
- 熊野神社（笛吹市一宮町土塚）
- 熊野神社（笛吹市一宮町坪井）
- 熊野神社（笛吹市境川町小黒坂）
- 熊野神社（笛吹市境川町三椚）
- 熊野神社（笛吹市御坂町成田）
- 熊野神社（笛吹市御坂町八千蔵）
- 熊野神社（笛吹市御坂町大野寺）
- 熊野神社（笛吹市石和町上平井）
- 熊野神社（笛吹市八代町竹居）
- 熊野神社（笛吹市八代町高家）
- 熊野神社（笛吹市八代町北）
- 迎富士浅間神社（笛吹市）
- 戸蔵神社（笛吹市）
- 御幣神社（笛吹市）
- 御嶽神社（笛吹市石和町唐柏）
- 甲斐奈神社（笛吹市一宮町橋立）
- 甲斐奈神社（笛吹市春日居町国府）
- 国立神社（笛吹市一宮町塩田）
- 国立神社（笛吹市御坂町井之上）
- 佐久神社（笛吹市）
- 三星神社（笛吹市）
- 山王神社（笛吹市）
- 山宮神社（笛吹市）
- 山神宮（笛吹市）
- 山神社（笛吹市一宮町狐新居）
- 山神社（笛吹市石和町井戸）
- 山梨岡神社（笛吹市）
- 蚕影神社（笛吹市）
- 子之神社（笛吹市）
- 若宮神社（笛吹市）
- 若宮八幡神社（笛吹市）
- 神明社（笛吹市）
- 神明神社（笛吹市一宮町市之蔵）
- 神明神社（笛吹市境川町大窪）
- 神明神社（笛吹市石和町窪中島）
- 諏訪神社（笛吹市芦川町上芦川）
- 諏訪神社（笛吹市芦川町鶯宿）
- 諏訪神社（笛吹市境川町藤垈）
- 諏訪神社（笛吹市境川町前間田）
- 諏訪神社（笛吹市御坂町下野原）
- 諏訪神社（笛吹市石和町小石和）
- 諏訪神社（笛吹市石和町四日市場）
- 諏訪大神社（笛吹市）
- 諏訪南宮大神社（笛吹市）
- 西天神社（笛吹市）
- 西之宮神社（笛吹市）
- 石船神社（笛吹市）
- 浅間大神社（笛吹市）
- 洗宇神社（笛吹市）
- 走湯神社（笛吹市）
- 太神社（笛吹市）
- 大亀神社（笛吹市）
- 大宮神社（笛吹市）
- 大神社（笛吹市一宮町東新居）
- 大神社（笛吹市御坂町蕎麦塚）
- 大神社（笛吹市春日居町徳条）
- 大神社（笛吹市石和町砂原）
- 大谷神社（笛吹市）
- 中尾神社（笛吹市一宮町中尾）
- 中尾神社（笛吹市八代町米倉）
- 天神社（笛吹市一宮町小城）
- 天神社（笛吹市一宮町末木）
- 天神社（笛吹市一宮町下矢作）
- 天神社（笛吹市御坂町下黒駒）
- 天神社（笛吹市御坂町竹居）
- 天神社（笛吹市石和町今井）
- 天神社（笛吹市石和町東油川）
- 天神社（笛吹市八代町永井）
- 唐土神社（笛吹市一宮町上矢作）
- 唐土神社（笛吹市八代町竹居）
- 東天神社（笛吹市）
- 日当神社（笛吹市）
- 馬蔵神社（笛吹市）
- 白山神社（笛吹市一宮町田中）
- 白山神社（笛吹市境川町大黒坂）
- 白髭神社（笛吹市）
- 八王子神社（笛吹市）
- 八幡上野神社（笛吹市）
- 八幡神社（笛吹市境川町石橋）
- 八幡神社（笛吹市境川町大坪）
- 八幡神社（笛吹市御坂町夏目原）
- 八幡神社（笛吹市石和町唐柏）
- 八幡神社（笛吹市石和町市部）
- 八幡神社（笛吹市八代町岡）
- 比枝神社（笛吹市）
- 美和神社（笛吹市）
- 物部神社（笛吹市）
- 蜂城天神社（笛吹市）
- 鉾衝神社（笛吹市）
- 両之木八幡宮（笛吹市）
- 檜峰神社（笛吹市）
- 諧神社（笛吹市）

## 都留市
- 阿夫利神社（都留市玉川）
- 愛宕社（都留市井倉）
- 愛宕社（都留市法能）
- 稲荷社（都留市）
- 稲村神社（都留市）
- 機神社（都留市）
- 金山神社（都留市玉川）
- 金山神社（都留市戸沢）
- 金山神社（都留市上谷）
- 熊野神社（都留市）
- 熊野大神社（都留市）
- 五社神社（都留市）
- 御嶽神社（都留市下谷2092）
- 御嶽神社（都留市下谷2373）
- 御嶽神社（都留市加畑）
- 御嶽神社（都留市戸沢）
- 御嶽神社（都留市大野901）
- 御嶽神社（都留市大野476）
- 御嶽神社（都留市与縄）
- 御嶽大神社（都留市）
- 今宮神社（都留市）
- 三嶋神社（都留市）
- 三輪神社（都留市）
- 山神社（都留市）
- 事比羅社（都留市）
- 七社神社（都留市）
- 若宮神社（都留市）
- 若宮八幡神社（都留市）
- 十二天神社（都留市）
- 春日神社（都留市大幡）
- 春日神社（都留市中津森）
- 勝山八幡神社（都留市）
- 小篠神社（都留市）
- 小野熊野神社（都留市）
- 諏訪神社（都留市小野）
- 諏訪神社（都留市川茂）
- 生出神社（都留市井倉）
- 生出神社（都留市四日市場）
- 生出神社（都留市法能）
- 石船神社（都留市）
- 浅間神社（都留市）
- 太宰府天神社（都留市）
- 大室神社（都留市）
- 大神宮社（都留市）
- 大神社（都留市）
- 天神社（都留市下谷）
- 天神社（都留市与縄）
- 田原神社（都留市）
- 白山神社（都留市）
- 八王子神社（都留市）
- 八面神社（都留市）
- 落合天神社（都留市）

## 道志村
- 金山太神社（道志村）
- 熊野神社（道志村）
- 熊野八幡神社（道志村）
- 子之神社（道志村）
- 神明神社（道志村）
- 大室神社（道志村2599）
- 大室神社（道志村3349）
- 大室八幡神社（道志村）
- 津島神社（道志村）

## 南アルプス市
- 伊勢社（南アルプス市）
- 稲荷社（南アルプス市）
- 笠屋神社（南アルプス市）
- 巨摩八幡宮（南アルプス市）
- 金刀比羅社熱田大明神社（南アルプス市）
- 熊野神社（南アルプス市秋山）
- 熊野神社（南アルプス市小笠原）
- 熊野神社（南アルプス市塚原）
- 熊野神社（南アルプス市徳永）
- 厳島社（南アルプス市）
- 御崎社（南アルプス市下宮地）
- 御崎社（南アルプス市上宮地）
- 御崎社（南アルプス市西落合）
- 御柱社（南アルプス市）
- 三社神社（南アルプス市）
- 三大王子神社（南アルプス市）
- 若宮社（南アルプス市）
- 若宮神社（南アルプス市下今井）
- 若宮神社（南アルプス市在家塚）
- 若宮神社（南アルプス市清水）
- 若宮神社（南アルプス市飯野）
- 若宮八幡社（南アルプス市）
- 若宮八幡神社（南アルプス市）
- 秋宮社（南アルプス市）
- 住吉神社（南アルプス市）
- 十三所社（南アルプス市）
- 春宮社（南アルプス市）
- 神部社（南アルプス市）
- 神部神社（南アルプス市）
- 神明社（南アルプス市下高砂）
- 神明社（南アルプス市戸田）
- 神明社（南アルプス市上高砂）
- 神明社（南アルプス市落合）
- 神明神社（南アルプス市）
- 神明石動社（南アルプス市）
- 諏訪神社（南アルプス市芦安芦倉）
- 諏訪神社（南アルプス市塩ノ前）
- 諏訪神社（南アルプス市下今諏訪）
- 諏訪神社（南アルプス市吉田）
- 諏訪神社（南アルプス市曲輪田）
- 諏訪神社（南アルプス市上今諏訪）
- 諏訪神社（南アルプス市上八田）
- 諏訪神社（南アルプス市須沢）
- 諏訪神社（南アルプス市中野）
- 諏訪神社（南アルプス市百々）
- 諏訪神社（南アルプス市平岡）
- 諏訪神社（南アルプス市野牛島）
- 水宮神社（南アルプス市）
- 浅間神社（南アルプス市）
- 中島社（南アルプス市）
- 天神社（南アルプス市鮎沢）
- 天神社（南アルプス市在家塚）
- 天神社（南アルプス市上今井）
- 天神社（南アルプス市上野）
- 天神社（南アルプス市川上）
- 天神社（南アルプス市田島）
- 天白社（南アルプス市）
- 桃園神社（南アルプス市）
- 白山神社（南アルプス市）
- 八雲神社（南アルプス市）
- 八王子社（南アルプス市）
- 八幡社（南アルプス市西南湖）
- 八幡社（南アルプス市藤田）
- 八幡神社（南アルプス市下宮地）
- 八幡神社（南アルプス市上宮地）
- 八幡神社（南アルプス市上市之瀬）
- 八幡神社（南アルプス市西野）
- 八幡神社（南アルプス市東南湖）
- 八幡神社（南アルプス市湯沢）
- 八幡神社（南アルプス市六科）
- 穂見神社（南アルプス市）

## 南部町
- 駒形神社
- 熊野神社
- 御嶽神社
- 皇大神社 (山梨県南部町内船12039)
- 皇大神社 (山梨県南部町内船11662)
- 山王神社
- 山城神社
- 山神社 (南部町)
- 若宮八幡神社 (山梨県南部町本郷)
- 若宮八幡神社 (山梨県南部町井出)
- 城山天神社
- 新羅神社
- 諏訪神社
- 浅間神社
- 中野神社
- 長田天神社
- 天神社
- 八幡神社 (山梨県南部町内船3935)
- 八幡神社 (山梨県南部町内船6759)
- 八幡神社 (山梨県南部町井出558)
- 八幡神社 (山梨県南部町井出2582)
- 八幡神社 (山梨県南部町下佐野548)
- 八幡神社 (山梨県南部町下佐野177)
- 八幡神社 (山梨県南部町上佐野)
- 八幡神社 (山梨県南部町十島)
- 浅間神社
- 池大神社
- 八雲神社
- 八幡一宮諏訪神社
- 八幡神社 (山梨県南部町福士)
- 八幡神社 (山梨県南部町猪根)

## 韮崎市
- 安房神社（韮崎市）
- 宇波刀神社（韮崎市円野町）
- 近戸神社（韮崎市）
- 金山神社（韮崎市）
- 熊野神社（韮崎市）
- 原山神社（韮崎市）
- 厳宮諏訪神社（韮崎市）
- 御崎神社（韮崎市）
- 御杉神社（韮崎市）
- 御牧子安神社（韮崎市）
- 御名方神社（韮崎市）
- 鷺宮社（韮崎市）
- 山神社（韮崎市旭町）
- 山神社（韮崎市穂坂町）
- 子之神社（韮崎市）
- 持久神社（韮崎市）
- 若宮八幡宮（韮崎市若宮）
- 若宮八幡宮（韮崎市大草町）
- 勝手神社（韮崎市）
- 神明社（韮崎市）
- 神明神社（韮崎市大草町）
- 神明神社（韮崎市穂坂町三ノ蔵）
- 神明神社（韮崎市穂坂町三ツ沢2844）
- 神明神社（韮崎市穂坂町三ツ沢2780）
- 神明神社（韮崎市竜岡町）
- 諏訪神社（韮崎市穴山町）
- 諏訪神社（韮崎市神山町）
- 諏訪神社（韮崎市清哲町）
- 諏訪神社（韮崎市穂坂町三ノ蔵）
- 諏訪神社（韮崎市穂坂町長久保）
- 諏訪神社（韮崎市穂坂町上今井）
- 石宮神社（韮崎市）
- 大六天社（韮崎市）
- 津島神社（韮崎市）
- 天王社（韮崎市藤井町坂井）
- 天神社（韮崎市）
- 天満宮（韮崎市）
- 唐土神社（韮崎市竜岡町）
- 当麻戸神社（韮崎市）
- 藤武神社（韮崎市）
- 南宮大神社（韮崎市）
- 白山社（韮崎市）
- 白山神社（韮崎市）
- 白髯神社（韮崎市）
- 八幡神社（韮崎市旭町）
- 八幡神社（韮崎市清哲町）
- 姫宮神社（韮崎市）
- 武田八幡宮（韮崎市）
- 福地八幡神社（韮崎市藤井町南下条）
- 福地八幡神社（韮崎市藤井町北下条）
- 穂見神社（韮崎市旭町）
- 穂見神社（韮崎市穴山町）
- 柳原神社（韮崎市）
- 倭文神社（韮崎市穂坂町柳平）
- 倭文神社（韮崎市穂坂町宮久保）

## 忍野村
- 浅間神社（忍野村忍草）
- 浅間神社（忍野村内野）
- 天狗社（忍野村）
- 八幡社（忍野村）

## 富士河口湖町
- うの嶋神社（富士河口湖町）
- せの海神社（富士河口湖町）
- 貴船神社（富士河口湖町）
- 金山神社（富士河口湖町）
- 金毘羅神社（富士河口湖町）
- 三魂交通神社（富士河口湖町）
- 山神社（富士河口湖町）
- 諏訪神社（富士河口湖町）
- 諏訪神社（富士河口湖町）
- 浅間神社（河口浅間神社）（富士河口湖町）
- 浅間日月神社（富士河口湖町）
- 太神社（富士河口湖町）
- 天上山護国神社（富士河口湖町）
- 天神社（富士河口湖町船津）
- 天神社（富士河口湖町大嵐）
- 筒口神社（富士河口湖町）
- 白山神社（富士河口湖町）
- 八王子神社（富士河口湖町船津）
- 八王子神社（富士河口湖町宮ノ木）
- 冨士御室浅間神社（富士河口湖町）
- 無戸室浅間神社（富士河口湖町）
- 薬明神社（富士河口湖町西湖259）
- 薬明神社（富士河口湖町西湖1623）
- 大嵐天神社（富士河口湖町大嵐71）

## 富士吉田市
- 愛宕神社（富士吉田市）
- 琴平社（富士吉田市上吉田）
- 琴平社（富士吉田市新倉）
- 金山神社（富士吉田市）
- 金比羅神社（富士吉田市）
- 桑原稲荷社（富士吉田市）
- 国福大神社（富士吉田市）
- 根神社（富士吉田市）
- 三峰神社（富士吉田市）
- 山神社（富士吉田市上吉田3丁目）
- 山神社（富士吉田市上吉田5535）
- 山神社（富士吉田市上暮地）
- 山神社（富士吉田市新屋）
- 山之神社（富士吉田市小明見1388）
- 山之神社（富士吉田市小明見4142）
- 子之神社（富士吉田市）
- 市杵島神社（富士吉田市）
- 社宮地神社（富士吉田市）
- 冨士山下宮小室浅間神社（富士吉田市下吉田）
- 小室浅間神社（富士吉田市大明見）
- 松尾神社（富士吉田市）
- 神明社（富士吉田市）
- 水上神社（富士吉田市）
- 浅間神社（富士吉田市）
- 太神社（富士吉田市）
- 太田神社（富士吉田市）
- 大神社（富士吉田市下吉田587）
- 大神社（富士吉田市下吉田6144）
- 鎮守稲荷神社（富士吉田市）
- 天照皇大神社（富士吉田市）
- 天神社（富士吉田市下吉田）
- 天神社（富士吉田市小明見）
- 日月神社（富士吉田市）
- 日代御子大神社（富士吉田市）
- 白鳥社（富士吉田市）
- 八幡社（富士吉田市）
- 富士浅間神社（富士吉田市小明見）
- 富士浅間神社（富士吉田市新倉）
- 冨士山小御嶽神社（富士吉田市）
- 風神社（富士吉田市）
- 福地八幡社（富士吉田市）
- 穂見神社（富士吉田市）
- 報国神社（富士吉田市）
- 北口本宮冨士浅間神社（富士吉田市）
- 明見根元神社（富士吉田市）
- 鈴原社（富士吉田市）
- 漣神社（富士吉田市）

## 北杜市
- 伊勢神社（北杜市）
- 伊勢神明社（北杜市須玉町江草15837）
- 伊勢神明社（北杜市須玉町江草17186）
- 伊勢神明社（北杜市明野町上手）
- 伊勢神明社（北杜市明野町下神取）
- 伊勢大神社（北杜市高根町）
- 伊勢大神社（北杜市明野町）
- 伊野神社（北杜市）
- 逸見神社（北杜市）
- 稲荷神社（北杜市須玉町大蔵）
- 稲荷神社（北杜市須玉町上津金）
- 宇波刀神社（北杜市）
- 塩川神社（北杜市）
- 往大神社（北杜市）
- 王太神社（北杜市）
- 王大神社（北杜市）
- 開拓神社（北杜市）
- 刈穂稲荷社（北杜市）
- 巨摩神社（北杜市）
- 巨麻神社（北杜市）
- 玉川神社（北杜市）
- 金山神社（北杜市）
- 金刀比羅神社（北杜市高根町小池）
- 金刀比羅神社（北杜市高根町箕輪新町）
- 駒ヶ嶽神社（北杜市）
- 熊野神社（北杜市須玉町）
- 熊野神社（北杜市長坂町）
- 熊野神社（北杜市明野町）
- 建岡神社（北杜市）
- 建部神社（北杜市）
- 原山神社（北杜市）
- 五社神社（北杜市）
- 御崎神社（北杜市）
- 御嵜神社（北杜市）
- 幸燈神社（北杜市）
- 荒尾神社（北杜市）
- 根古屋神社（北杜市）
- 三島神社（北杜市須玉町）
- 三島神社（北杜市明野町）
- 三嶋神社（北杜市）
- 三富貴神社（北杜市）
- 三輪神社（北杜市）
- 山神社（北杜市須玉町比志）
- 持井神社（北杜市）
- 篠原神社（北杜市）
- 若宮八幡神社（北杜市須玉町）
- 若宮八幡神社（北杜市白州町）
- 若宮八幡大神社（北杜市）
- 秋葉神社（北杜市須玉町）
- 秋葉神社（北杜市長坂町）
- 十五所神社（北杜市）
- 勝手子安神社（北杜市）
- 松原諏訪神社（北杜市）
- 常盤社（北杜市）
- 神部神社（北杜市）
- 神明社（北杜市須玉町江草）
- 神明社（北杜市須玉町若神子新町）
- 神明社（北杜市）
- 神明神社（北杜市高根町）
- 神明神社（北杜市長坂町）
- 神明神社（北杜市武川町）
- 神明神社（北杜市明野町）
- 諏訪神社（北杜市高根町）
- 諏訪神社（北杜市小淵沢町下笹尾）
- 諏訪神社（北杜市小淵沢町松向）
- 諏訪神社（北杜市小淵沢町小淵沢）
- 諏訪神社（北杜市須玉町上津金474）
- 諏訪神社（北杜市須玉町上津金2291）
- 諏訪神社（北杜市須玉町下津金）
- 諏訪神社（北杜市須玉町境之沢）
- 諏訪神社（北杜市須玉町大豆生田）
- 諏訪神社（北杜市須玉町穴平）
- 諏訪神社（北杜市須玉町若神子）
- 諏訪神社（北杜市長坂町塚川）
- 諏訪神社（北杜市長坂町白井沢）
- 諏訪神社（北杜市長坂町大井ヶ森）
- 諏訪神社（北杜市白州町上教来石）
- 諏訪神社（北杜市白州町下教来石）
- 諏訪神社（北杜市白州町鳥原）
- 諏訪神社（北杜市白州町大武川）
- 諏訪神社（北杜市白州町大坊）
- 諏訪神社（北杜市武川町新奥）
- 諏訪神社（北杜市武川町宮脇）
- 諏訪神社（北杜市明野町）
- 諏訪大神社（北杜市長坂町）
- 諏訪大神社（北杜市明野町）
- 水神社（北杜市）
- 正八幡神社（北杜市）
- 西山社（北杜市）
- 石尊社（北杜市）
- 石尊神社（北杜市）
- 赤岳社（北杜市）
- 船形神社（北杜市高根町小池）
- 船形神社（北杜市高根町長沢）
- 大宮神社（北杜市小淵沢町）
- 大宮神社（北杜市長坂町）
- 大宮大神社（北杜市）
- 大神社（北杜市）
- 大滝神社（北杜市）
- 丹生沢神社（北杜市）
- 津島社（北杜市）
- 天狗社（北杜市）
- 天神宮社（北杜市）
- 天神社（北杜市須玉町）
- 天神社（北杜市武川町黒沢）
- 天神社（北杜市武川町柳沢）
- 唐土神社（北杜市）
- 東屋神社（北杜市須玉町小尾）
- 東屋神社（北杜市須玉町若神子）
- 藤岡神社（北杜市）
- 藤武神社（北杜市）
- 日吉神社（北杜市）
- 熱田神社（北杜市）
- 熱那神社（北杜市）
- 白旗神社（北杜市）
- 白山神社（北杜市長坂町）
- 白山神社（北杜市明野町）
- 白山大神社（北杜市）
- 八坂神社（北杜市明野町小笠原6412）
- 八坂神社（北杜市明野町小笠原4108）
- 八幡神社（北杜市高根町）
- 八幡神社（北杜市小淵沢町）
- 八幡神社（北杜市須玉町）
- 八幡神社（北杜市大泉町）
- 八幡神社（北杜市白州町）
- 八幡神社（北杜市武川町）
- 八幡大神社（北杜市須玉町）
- 八幡大神社（北杜市長坂町大八田）
- 八幡大神社（北杜市長坂町中丸）
- 八嶽神社（北杜市）
- 比志神社（北杜市）
- 苗敷社（北杜市）
- 苗敷大神社（北杜市）
- 富士浅間神社（北杜市）
- 穂見諏訪十五所神社（北杜市）
- 豊国神社（北杜市）
- 鉾立神社（北杜市）
- 北野天神社（北杜市）
- 六社神社（北杜市）
- 六所神社（北杜市）

## 鳴沢村
- 春日神社（鳴沢村）
- 八幡神社（鳴沢村）
- 魔王天神社（鳴沢村）